# NGC 2474
NGC 2474 (również PGC 22322 lub UGC 4114) – galaktyka eliptyczna (E), znajdująca się w gwiazdozbiorze Rysia. Odkrył ją William Herschel 17 marca 1790 roku. Tworzy fizyczną parę z sąsiednią galaktyką NGC 2475. Wiele katalogów i baz astronomicznych, np. SIMBAD, NASA/IPAC Extragalactic Database (NED) identyfikuje te dwie galaktyki odwrotnie.